# Bye Bye Bye
"Bye Bye Bye" là một bài hát của nhóm nhạc nam nước Mỹ NSYNC nằm trong album phòng thu thứ hai của họ, No Strings Attached (2000). Nó được phát hành vào ngày 11 tháng 1 năm 2000 như là đĩa đơn đầu tiên trích từ album bởi Jive Records. Bài hát được viết lời và sản xuất bởi Kristian Lundin và Jake Schulze, với sự tham gia hỗ trợ viết lời từ Andreas Carlsson, mang nội dung đề cập đến việc kết thúc một mối quan hệ tình cảm. Nội dung của nó cũng được cho là liên quan đến việc nhóm tách khỏi người quản lý cũ Lou Pearlman và hãng đĩa cũ của họ RCA Records.
Sau khi phát hành, "Bye Bye Bye" đa phần nhận được những phản ứng tích cực từ các nhà phê bình âm nhạc, trong đó họ đánh giá cao sự bắt tai của nó. Bài hát cũng gặt hái nhiều giải thưởng và đề cử tại nhiều lễ trao giải lớn, bao gồm hai đề cử giải Grammy cho Thu âm của năm và Trình diễn giọng Pop xuất sắc nhất của bộ đôi hoặc nhóm nhạc tại lễ trao giải thường niên lần thứ 43. "Bye Bye Bye" cũng đạt được những thành công vượt trội về mặt thương mại, đứng đầu các bảng xếp hạng ở Úc, Canada và New Zealand, và lọt vào top 10 ở hầu hết những quốc gia nó xuất hiện, bao gồm vuơn đến top 5 ở Đức, Hà Lan, Na Uy, Thụy Điển và Vương quốc Anh. Tại Hoa Kỳ, bài hát đạt vị trí thứ tư trên bảng xếp hạng Billboard Hot 100, trở thành đĩa đơn thứ ba của họ lọt vào top 10 tại đây.
Video ca nhạc cho "Bye Bye Bye" được đạo diễn Wayne Isham, trong đó NSYNC hóa thân thành những chú rối bị điều khiển bởi một cô gái, trước khi bị rượt đuổi bởi cô khi đang cố gắng trốn thoát. Nó đã ngay lập tức nhận được nhiều lượt yêu cầu phát sóng liên tục trên những kênh truyền hình âm nhạc như VH1 và chương trình Total Request Live của MTV, cũng như chiến thắng ba hạng mục trên tổng số bảy đề cử tại Giải Video âm nhạc của MTV năm 2000 cho Video Pop xuất sắc nhất, Video có vũ đạo xuất sắc nhất và Bình chọn của khán giả. Để quảng bá bài hát, nhóm đã trình diễn bài hát trên nhiều chương trình truyền hình và lễ trao giải, như Today, Top of the Pops, Giải Video âm nhạc của MTV năm 2000 và Giải thưởng Âm nhạc Mỹ năm 2000. Đây được xem là bài hát trứ danh trong sự nghiệp của NSYNC, trong khi video ca nhạc của nó cũng được tham chiếu lại trong những video ca nhạc của những nghệ sĩ khác, bao gồm "Like Nobody's Around" của Big Time Rush và "Walks Like Rihanna" của The Wanted.

## Danh sách bài hát
- Đĩa CD

1. "Bye Bye Bye" – 3:19
2. "Bye Bye Bye" (không lời) – 3:19
3. "Could It Be You" – 3:41

- Remixes[1]

1. "Bye Bye Bye" (Teddy Riley's Funk phối lại) – 4:50
2. "Bye Bye Bye" (Teddy Riley's Club phối lại) – 5:28
3. "Bye Bye Bye" (Riprock 'n' Alex G. Club phối lại) – 6:32
4. "Bye Bye Bye" (Riprock 'n' Alex G. Club phối lại Radio chỉnh sửa) – 4:53
5. "Bye Bye Bye" (Sal Dano's Peak Hour Dub) – 8:30

## Xếp hạng
| Bảng xếp hạng (2000)                  | Vị trí cao nhất |
| ------------------------------------- | --------------- |
| Úc (ARIA)                             | 1               |
| Áo (Ö3 Austria Top 40)                | 12              |
| Bỉ (Ultratop 50 Flanders)             | 7               |
| Bỉ (Ultratop 50 Wallonia)             | 21              |
| Canada (RPM)                          | 1               |
| Đan Mạch (Tracklisten)                | 7               |
| Châu Âu (European Hot 100 Singles)    | 5               |
| Phần Lan (Suomen virallinen lista)    | 7               |
| Pháp (SNEP)                           | 46              |
| Đức (Official German Charts)          | 4               |
| Ireland (IRMA)                        | 16              |
| Ý (FIMI)                              | 7               |
| Hà Lan (Dutch Top 40)                 | 3               |
| Hà Lan (Single Top 100)               | 4               |
| New Zealand (Recorded Music NZ)       | 1               |
| Na Uy (VG-lista)                      | 3               |
| Scotland (OCC)                        | 5               |
| Tây Ban Nha (PROMUSICAE)              | 7               |
| Thụy Điển (Sverigetopplistan)         | 3               |
| Thụy Sĩ (Schweizer Hitparade)         | 7               |
| Anh Quốc (OCC)                        | 3               |
| Hoa Kỳ Billboard Hot 100              | 4               |
| Hoa Kỳ Adult Contemporary (Billboard) | 25              |
| Hoa Kỳ Adult Top 40 (Billboard)       | 19              |
| Hoa Kỳ Pop Songs (Billboard)          | 1               |
| Hoa Kỳ Rhythmic (Billboard)           | 2               |

| Bảng xếp hạng (2000)                 | Vị trí |
| ------------------------------------ | ------ |
| Australia (ARIA)                     | 7      |
| Belgium (Ultratop Flanders)          | 50     |
| Denmark (Tracklisten)                | 50     |
| Europe (European Hot 100 Singles)    | 48     |
| Germany (Official German Charts)     | 50     |
| Netherlands (Dutch Top 40)           | 48     |
| Netherlands (Single Top 100)         | 60     |
| New Zealand (Recorded Music NZ)      | 26     |
| Norway Spring Period (VG-lista)      | 11     |
| Norway Winter Period (VG-lista)      | 16     |
| Sweden (Sverigetopplistan)           | 12     |
| Switzerland (Schweizer Hitparade)    | 44     |
| UK Singles (Official Charts Company) | 79     |
| US Billboard Hot 100                 | 21     |

| Bảng xếp hạng (2000-09) | Vị trí |
| ----------------------- | ------ |
| Australia (ARIA)        | 95     |

## Chứng nhận
| Quốc gia                                                                           | Chứng nhận | Số đơn vị/doanh số chứng nhận |
| ---------------------------------------------------------------------------------- | ---------- | ----------------------------- |
| Úc (ARIA)                                                                          | Bạch kim   | 70.000^                       |
| New Zealand (RMNZ)                                                                 | Bạch kim   | 10.000*                       |
| Thụy Điển (GLF)                                                                    | Bạch kim   | 30.000^                       |
| Anh Quốc (BPI)                                                                     | Bạc        | 200.000^                      |
| * Chứng nhận dựa theo doanh số tiêu thụ. ^ Chứng nhận dựa theo doanh số nhập hàng. |            |                               |